# コンドルール
コンドルールまたはコンドリュール（chondrule）とは、多くの隕石に含まれている球状の粒子である。コンドリュールという名称は、古代ギリシャ語のchondoros（『粒』）に由来する。

## 概説

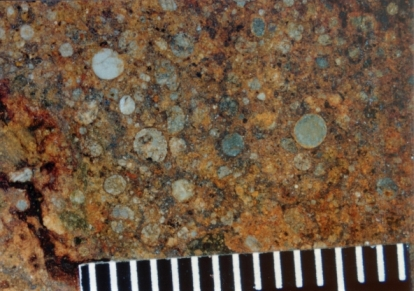
コンドライト中のコンドルール、目盛はmm

コンドリュールは、多くの隕石中に見られる。コンドリュールを含む隕石はコンドライトと呼ばれる。コンドリュールの大きさや、含有量でコンドライトは分類される。
コンドリュールは1500℃から1900℃に達する急な加熱の後、急速に冷却されたことによってできたと考えられている。隕石の母天体である小惑星に成長する以前に、宇宙空間で形成されたと考えられており、その熱源がなんであったかについては色々な説がある。太陽系の形成時の情報を多く有していると考えられることから、コンドリュールについて様々な研究が行われている。

## コンドリュールの粒径と含有量によるコンドライトの分類
下表のCIからCHは炭素質コンドライト（Carbonaceous chondrites）に分類される。H、L、LLは普通コンドライト(Ordinary chondrites)と呼ばれる。EH、ELはエンスタタイト・コンドライト(Enstatite chondrites)と呼ばれる。
| コンドライトグループ | 含有量 (vol%) | 平均粒径 (mm)                     |
| -------------------- | ------------- | --------------------------------- |
| CI                   | 0             | –                                 |
| CM                   | 20            | 0.3                               |
| CO                   | 50            | 0.15                              |
| CV                   | 45            | 1                                 |
| CK                   | 45            | 1                                 |
| CR                   | 50-60         | 0.7                               |
| CH                   | 70            | 0.02                              |
| CB                   | 20-40         | 10 (a subgroup), 0.2 (b subgroup) |
| H                    | 60-80         | 0.3                               |
| L                    | 60-80         | 0.7                               |
| LL                   | 60-80         | 0.9                               |
| EH                   | 60-80         | 0.2                               |
| EL                   | 60-80         | 0.6                               |
| R                    | >40           | 0.4                               |
| K                    | 30            | 0.6                               |

大部分のコンドリュールはガラス状か、結晶になった長石質の鉱物に囲まれた珪酸塩の鉱物からなる。